# 謝布內姆·費拉赫
謝布內姆·費拉赫（Şebnem Ferah，1972年4月12日—）是土耳其女歌手。她在1994年以前是女子搖滾樂團volvox主唱。她的音乐风格介於流行搖滾與硬搖滾之間，但最近幾張專輯的曲風逐漸偏向硬搖滾。